# Ame-no-Uzume-no-Mikoto
Ame-no-Uzume-no-mikoto (天宇受売命, 天鈿女命) é a deusa da alegria do amanhecer, e da folia no Xintoísmo, esposa do espírito Sarutahiko Ōkami. É referida no famoso conto do deus sol ausente, Amaterasu Omikami. Seu nome também pode ser pronunciado como Ama-no-Uzume.

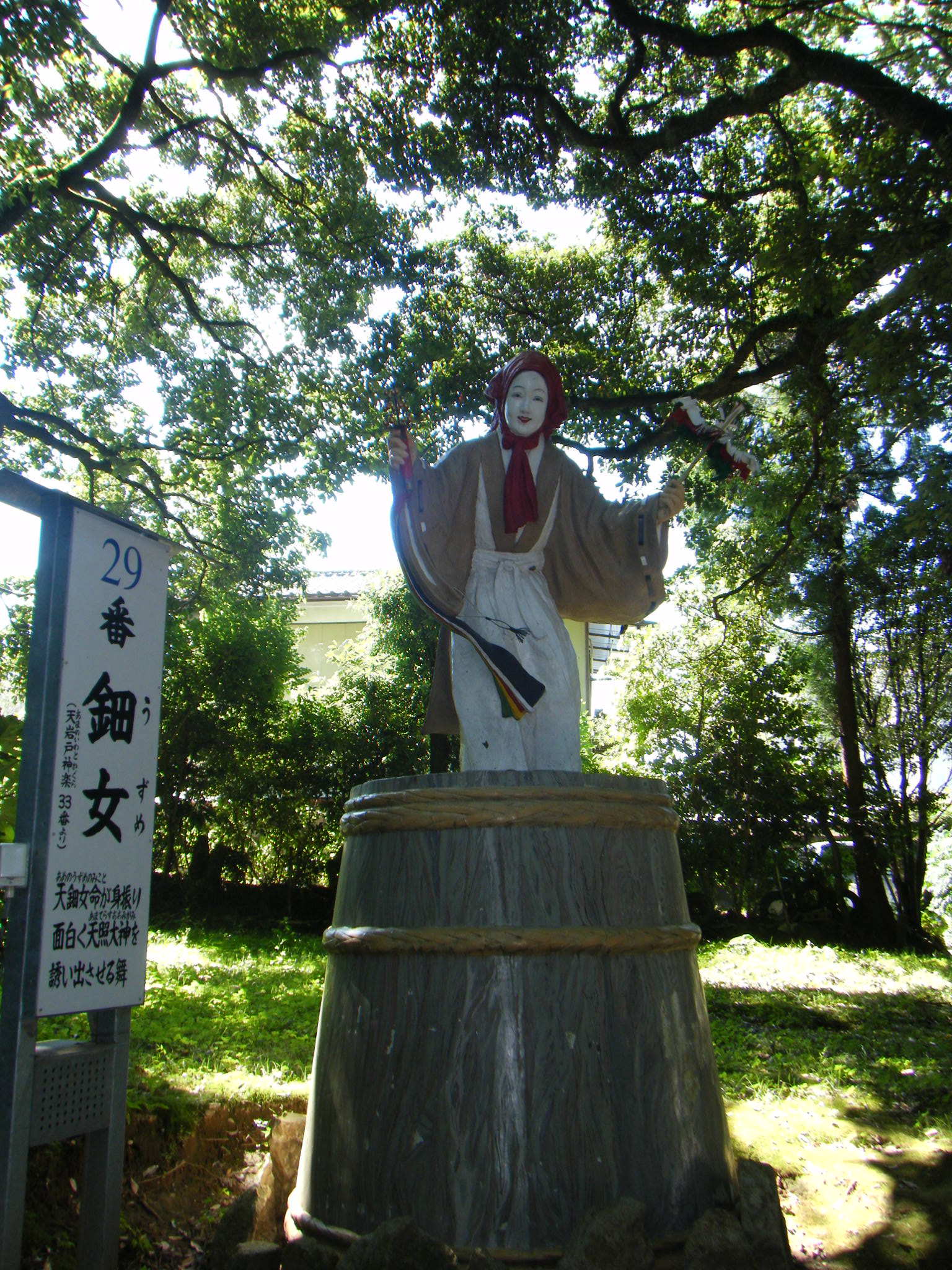
Estátua de Ame-no-Uzume em Amanoiwato-jinja.

O irmão de Amaterasu, o deus da tempestade Susano'o, tinha vandalizado seus edifícios sagrados e brutalmente matou uma de suas donzelas, devido a uma briga entre eles. Por sua vez, Amaterasu ficou com medo de sua ira e se retirou para a Caverna da Rocha Celestial, Amano-Iwato. O mundo, sem a iluminação do sol, tornou-se escuro e os deuses não poderiam atrair Amaterasu de seu esconderijo.
Uzume inteligentemente virou uma banheira perto da entrada da caverna e começou uma dança sobre ela, rasgando sua roupa na frente das outras divindades. Eles consideraram esta situação como tão cômica que riram bastante com a visão.
Amaterasu ouviu, e olhou para fora para ver que sobre o que era todo o alarido. Quando abriu a caverna, viu seu reflexo em um espelho glorioso que Uzume tinha colocado em uma árvore, e, lentamente, saiu do seu esconderijo.
Naquele momento, o deus Ame-no-Tajikarawo-no-Mikoto correu para trás e fechou a caverna atrás dele. Outro deus amarrou uma mágica corda shirukume através da entrada.  A luz foi restaurada na Terra.
Ame-no-Uzume-no-Mikoto é adorada ainda hoje como Xinto kami, espíritos nativos do Japão. Ela também é conhecida como Ame-no-Uzume-no-Mikoto, A Grande Persuasora, e A Mulher Celestial Alarmante. Ela é descrita na farsa kyogen como Okame, uma mulher que se deleita em sua sensualidade.

## Bibiografia
- Littleton, C. Scott (2002). Mythology: The Illustrated Anthology of World Myth and Storytelling. London: Duncan Baird Publishers. pp. 464–467